# Sojuz TMA-20M
Sojuz TMA-20M je ruská kosmická loď řady Sojuz. Dne 18. března 2016 vzlétla z kosmodromu Bajkonur k Mezinárodní vesmírné stanici (ISS), kam dopravila zbylé tři členy Expedice 47. ISS sloužila jako záchranná loď až do začátku září 2016, kdy se s ní stejná trojice kosmonautů vrátila na Zem.

## Posádka
Hlavní posádka:
- Alexej Ovčinin (1), velitel, Roskosmos (CPK)
- Oleg Skripočka (2), palubní inženýr 1, Roskosmos, CPK
- Jeffrey Williams (4), palubní inženýr 2, NASA

V závorkách je uveden dosavadní počet letů do vesmíru včetně této mise.
Záložní posádka:
- Sergej Ryžikov, Roskosmos, CPK
- Andrej Borisenko, Roskosmos, CPK
- Robert Kimbrough, NASA

## Průběh letu

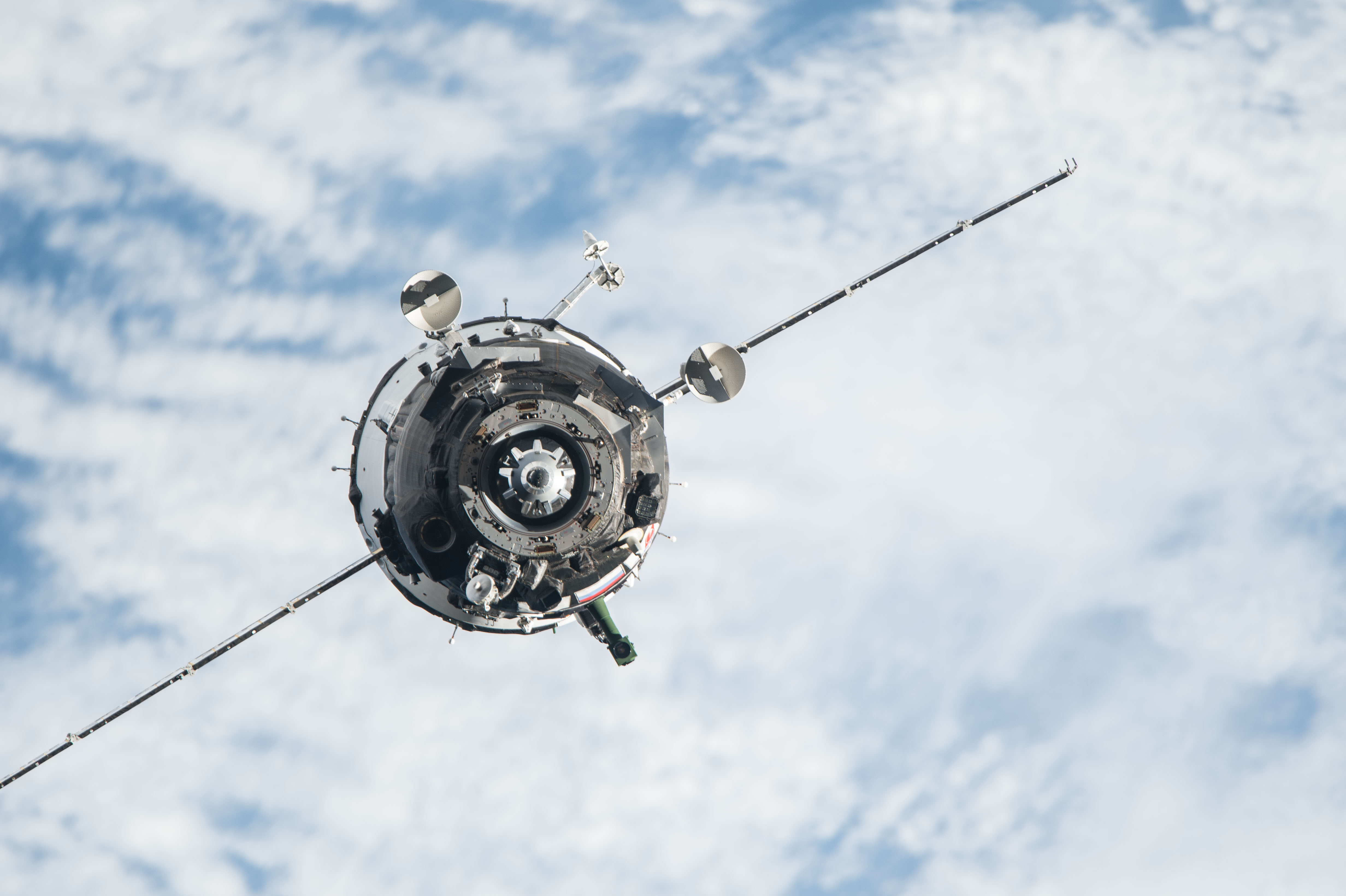
Kosmická loď Sojuz TMA-20M

Sojuz odstartoval z Bajkonuru v sobotu 19. března v 3:26 hodin místního času (pátek 18. března ve 21:26 UTC) a za 9 minut byl na oběžné dráze Země. Po šestihodinovém letu se spojil s Mezinárodní vesmírné stanici (ISS), ke stykovému uzlu modulu Poisk, a posádka lodi se připojila ke kolegům z Expedice 47.
Dne 6. září 2016, 21:51 UTC se Alexej Ovčinin, Oleg Skripočka a Jeffrey Williams se Sojuzem TMA-20M odpojili od stanice ISS a po necelých třech hodinách letu 7. září 2016 v 00:21 UTC přistáli v cílové oblasti v kazašské stepi 147 km jihovýchodně od Džezkazganu; let Sojuzu trval 172 dní, 3 hodiny a 47 minut.